# Auguste Sallé
Auguste Sallé, né le 21 octobre 1820 et mort le 5 mai 1896 dans le 5e arrondissement de Paris, est un entomologiste français, s'étant également intéressé à l'ornithologie et la malacologie.
Après des expéditions dans le sud des États-Unis, aux Antilles, en Amérique centrale (notamment au Mexique) et au Venezuela pour le compte d'Auguste Chevrolat et accompagné de sa mère et d'un certain M. Vasselet, Sallé revint à Paris pour y fonder une maison de vente d'objets d'histoire naturelle et d'insectes. Ce commerce prospéra et il vendit des spécimens à de nombreux entomologistes amateurs très riches : Edmond Jean-Baptiste Flutiaux, Henri Boileau, Jacob R. H. Neervoort van de Poll, René Oberthür, Antoine Henri Grouwel, Grivart et André Théry, ainsi qu'à d'autres marchands parisiens Charles Donckier de Donceel, Achille et Émile Deyrolle. Ces spécimens, ainsi que sa collection privée, sont conservés au Musée d'histoire naturelle de Paris. Les insectes vendus à Frederick DuCane Godman et Osbert Salvin se trouvent au Musée d'histoire naturelle de Londres. Il fut membre de la Société entomologique de France et de la Royal Entomological Society.